# Eudes d'Orléans (1968)
Pour les articles homonymes, voir Eudes d'Orléans et Eudes.
Eudes d'Orléans, né le 18 mars 1968 à Paris 8e, est un membre de la maison d'Orléans qui porte le titre de courtoisie de duc d'Angoulême. Depuis 2023, il est quatrième dans l'ordre de succession orléaniste au trône de France. 

## Famille
Né le 18 mars 1968 à Paris 8e, le prince Eudes est le troisième fils et le cinquième enfant d'Henri d'Orléans (1933-2019), comte de Paris et prétendant orléaniste au trône de France sous le nom d'« Henri VII », et de sa première épouse Marie-Thérèse de Wurtemberg (1934), duchesse de Montpensier. Il est baptisé le 30 mars 1968 en la chapelle royale de Dreux. Il reçoit comme parrain, son oncle paternel, Thibaut d'Orléans, et comme marraine, une amie de sa mère, madame Jacques Bemberg, née Patricia Brian.
Eudes d'Orléans est le frère cadet de Jean d'Orléans, comte de Paris, prétendant orléaniste au trône de France depuis 2019. Eudes est le quatrième dans l'ordre de succession orléaniste, après ses trois neveux Gaston d'Orléans, dauphin de France (né en 2009), Joseph d'Orléans (né en 2016) et Alphonse d’Orléans (né en 2023).
Il est le petit-fils de deux prétendants au trône : Henri d'Orléans (1908-1999), prétendant orléaniste au trône de France, et Philippe Albert de Wurtemberg (1893-1975), chef de la maison royale de Wurtemberg.
Le duc d'Angoulême est, par sa grand-mère maternelle, un descendant du roi Charles X de France et de son fils, le duc de Berry.
Le 19 juin 1999, il épouse civilement à Dreux et religieusement le 10 juillet 1999 à Antrain-sur-Couesnon, Marie-Liesse de Rohan-Chabot (née à Paris 16e le 25 juin 1969), professeur de philosophie, fille du comte Louis-Mériadec de Rohan-Chabot (1937) et de son épouse la princesse Isabelle de Bauffremont-Courtenay (1944).
De cette union naissent deux enfants :
1. Thérèse Marie Éléonore Isabelle d'Orléans (Grasse, 24 avril 2001).
2. Pierre Jean Marie d'Orléans (Grasse, 6 août 2003)[4].

La famille vit d’abord à Cannes, puis à Versailles, avant de s'installer à Bordeaux en 2011. Elle déménage à Paris en 2021.

## Carrière
Le duc d'Angoulême effectue ses études à l'université Paris-Sorbonne, où il obtient une maîtrise de philosophie. Il réalise ensuite son service militaire et obtient ses galons d’officier à l’École de cavalerie de Saumur en 1991. De retour à la vie civile, il entre à l'Institut de gestion sociale, où il étudie le management et les ressources humaines (DESS en 1994). Une fois diplômé, il a occupé des fonctions dans l’hôtellerie de luxe (Sheraton puis InterContinental) avant de prendre les fonctions de responsable du développement social dans une société d'autoroutes, Sanef.
En 1998, il se fiance à Marie-Liesse de Rohan-Chabot. La jeune femme, issue d’une des plus grandes familles de l’aristocratie française et parente éloignée du sénateur Josselin de Rohan-Chabot, a étudié la philosophie aux États-Unis et fut « responsable du développement de philosophie pour enfants en France » au Bureau international catholique de l'enfance. Pour les orléanistes, elle est donc, à tous points de vue, un parti idéal pour un fils de France. Pourtant, l’union cause un petit scandale, mais aussi beaucoup d'espérance dans certains milieux monarchistes français. Marie-Liesse est en effet la petite-fille de Jacques, duc et prince de Bauffremont-Courtenay, président fondateur de l’Institut de la maison de Bourbon et principal soutien du prétendant légitimiste tandis qu’Eudes est lui-même le petit-fils du comte de Paris (que ses partisans appellent « Henri VI »), le prétendant orléaniste, qui meurt le jour des noces civiles de son petit-fils.
Diplômé de l'Executive Master RH à HEC Paris en 2010, il réalise sa thèse pour laquelle il obtient la mention « très bien » sur le thème du handicap.
D'avril 2011 à décembre 2017, il est directeur général du château de Fargues, domaine de Lur-Saluces, un grand cru inclassable de Sauternes de plus de cinq siècles. Il gère également une activité sylvicole et agricole ainsi qu'un pôle touristique dans les Landes.
Passionné par la transmission du patrimoine culturel immatériel (savoir-faire familiaux et artisanaux), il participe en 2020, comme consultant expert, à la création de la rubrique « patrimoine » au sein du groupe Bee Medias. Il met son expertise, sa plume et son réseau au service du savoir-faire des entreprises familiales au cœur économique de nos régions et ambassadrices de l'exception française tant recherchée dans le monde.
En souvenir des « chasseurs d'Orléans » et en lien avec la création initiale du 8e bataillon de chasseurs à pied par ordonnance royale du roi Louis-Philippe Ier son aïeul en date du 28 septembre 1840, il est depuis 2018 le parrain du GRS IDF - OM / 8e bataillon de chasseurs à pied,,,.

## Ordre de succession
Eudes d'Orléans est quatrième dans l'ordre de succession orléaniste au trône de France, tandis qu'il est 77e dans l'ordre de succession légitimiste.

## Titulature et honneurs

### Titulature
Les titres portés actuellement par les membres de la maison d’Orléans sont attribués par le « chef de maison ».
- 18 mars 1968 - 27 septembre 1987 : Son Altesse Royale le prince Eudes d'Orléans (naissance) ;
- depuis le 27 septembre 1987 : Son Altesse Royale le duc d'Angoulême (Millénaire capétien).

C'est en 1987, année de la célébration du Millénaire capétien, qu'Eudes d'Orléans reçoit de son grand-père paternel le titre de duc d'Angoulême.

### Honneurs
- Grand-croix de l'ordre de Saint Michel de l'Aile (maison de Bragance)[13],
- Médaille d'honneur de l'association des monarques authentiques (Portugal)[14].